# Deutsch-Französischer Marineverband
Der Deutsch-Französische Marineverband (DEFRAM; französisch: Force Navale Franco-Allemande, FNFA) ist ein Verband aus Teilen der deutschen und französischen Marine, der regelmäßig für einen begrenzten Zeitraum für Ausbildungsübungszwecke aktiviert wird.

## Geschichte
Mit Blick auf die Aufstellung der Deutsch-Französischen Brigade 1989 und des Eurokorps 1993 beschlossen die Marinen beider Länder eine ähnliche Zusammenarbeit. Anders als die Brigade sollte der Marineverband nur zeitweise und unterschiedlichen Einheiten zusammengestellt werden. Angesichts der politischen Bedeutung wurden die ersten Aktivierungen und Deaktivierungen von hochrangigen militärischen Vertretern beider Länder vollzogen, während später daraus routinemäßige Vorgänge wurden. So wurde der DEFRAM 1994 durch den Generalinspekteur der Bundeswehr, General Klaus Naumann und seinen französischen Amtskollegen Admiral Jacques Lanxade deaktiviert.
Erstmals wurde der DEFRAM 1992 aktiviert. Die operative Führung liegt bei der jeweiligen Gastgebernation. Seit 1996 besteht ein Abkommen über die Aufgaben des Verbands, das neben Übungen den Einsatz zum Krisenmanagement vorsieht. In vielen Fällen waren an den Übungen des Verbandes weitere Einheiten der deutschen, französischen und anderer Marinen beteiligt.
Der Verband ist nur zweimal, in den Jahren 2003 und 2004, für eine operative Aufgabe im größeren Rahmen der Operation Enduring Freedom eingesetzt worden, was seitens des französischen Rechnungshofs kritisiert worden ist.

## Aktivierungen
| Zeitraum der Aktivierung          | Kommandeur, Nationalität            | Beteiligte deutsche Einheiten                                  | Beteiligte französische Einheiten                                          | Bemerkungen                                                                                      |
| --------------------------------- | ----------------------------------- | -------------------------------------------------------------- | -------------------------------------------------------------------------- | ------------------------------------------------------------------------------------------------ |
| 13.–23. Mai 2013                  | CA Jean-Baptiste Depuis Frankreich  | Versorger Frankfurt am Main, Fregatten Bremen und Emden        | Landungsschiff Siroco, Fregatte Primauguet, Aviso Commandant l'Herminier   | Die deutschen Einheiten bilden zugleich den Einsatz- und Ausbildungsverband der deutschen Marine |
| 2012                              |                                     | Versorger Frankfurt am Main                                    | Versorger Somme                                                            | außerdem Fregatten.                                                                              |
| 11. März – ? 2011                 |                                     |                                                                | Zerstörer Tourville                                                        | [ 9 ]                                                                                            |
| März – April 2006                 |                                     | Fregatte Hamburg Fregatte Rheinland-Pfalz Versorger Berlin     | Hubschrauberträger Jeanne d'Arc, Fregatte Georges Leygues                  | Die deutschen Einheiten bilden zugleich den Einsatz- und Ausbildungsverband der deutschen Marine |
| 22. Dezember 2004 – 30. März 2005 | FAdm Henning Hoops Deutschland      | Fregatte Mecklenburg-Vorpommern Versorger Berlin               | Fregatte Dupleix                                                           | Beteiligung des DEFRAM an der Operation Enduring Freedom                                         |
| Sommer 2003                       |                                     |                                                                |                                                                            | Beteiligung des DEFRAM an der Operation Enduring Freedom                                         |
| 21. März – 5. Juli 2003           | KzS Karsten Schneider Deutschland   | Fregatte Bremen Zerstörer Lütjens Versorger Berlin             | Fregatte La Fayette                                                        | [ 5 ]                                                                                            |
| 15. Februar – 18. März 2002       | CV Philippe Arnould Frankreich      | Fregatte Mecklenburg-Vorpommern                                | Fregatte Primauguet Aviso Lieutenant de Vaisseau Le Hénaff                 | [ 15 ]                                                                                           |
| 19. Februar – 2. April 2001       | FKpt Reinhard Wollowski Deutschland | Fregatte Bremen Fregatte Lübeck Fregatte Augsburg Tanker Rhön  | Zerstörer De Grasse Aviso Second-Maître Le Bihan Aviso Commandant Blaison  | [ 4 ]                                                                                            |
| 1999                              | FKpt Hartmuth Wichmann Deutschland  | Fregatte Mecklenburg-Vorpommern Fregatte Emden Tanker Spessart | Zerstörer Primauguet Aviso Commandant L’Herminier                          | [ 16 ]                                                                                           |
| 1998                              |                                     | 7. Schnellbootgeschwader                                       |                                                                            | [ 17 ]                                                                                           |
| 1997                              |                                     | 5. Schnellbootgeschwader                                       |                                                                            | [ 18 ]                                                                                           |
| Mai 1996                          | Frankreich                          | 3. Schnellbootgeschwader                                       | Aviso Commandant Birot Aviso Quartier-Maître Anquetil Hospitalschiff Rance | [ 3 ]                                                                                            |
| Frühjahr 1994                     |                                     | 2. Schnellbootgeschwader                                       | Avisos Versorger Rhin                                                      | [ 1 ]                                                                                            |
| 1. – 25. November 1993            | KzS Viktor Toyka Deutschland        | Fregatte Bremen Zerstörer Schleswig-Holstein                   | Zerstörer Tourville Fregatte Latouche-Tréville Versorger Somme             | [ 19 ]                                                                                           |
| 1992                              |                                     | 7. Schnellbootgeschwader                                       |                                                                            | [ 3 ]                                                                                            |